# 平田絵里子
平田 絵里子（ひらた えりこ、1977年12月3日 - ）は、日本の声優、舞台女優。東京都出身。アクセント所属。

## 来歴
中学時代の頃から声優になろうと放送部に所属し、高校時代は放送部がなく演劇部に所属していた。高校卒業と同時に養成所に入ろうとしていたが、親が許してくれなかったため、大学に通いながら色々と資料を集めていた。同時に仲良くなった養成所に通っていた人物たちの話を聞いていたところ、どの養成所に通ったらいいかわからなくなり、その時にシャインの通信講座を受講していた知人から「来年度からシャインが通学生を募集するよ」と教えてもらい、シャイン（アクセント養成所）1期生として入所した。

## 人物
声優やナレーターのほかに劇団White seagull〜シャイン1期生の女優としても活動している。
趣味は読書、音楽鑑賞、歌。特技はジャズダンス、バスケットボール。

## 出演
太字はメインキャラクター。

### テレビアニメ
2003年
- GUNSLINGER GIRL -IL TEATRINO-（フランカ）
- カレイドスター（インタビュアー）

2004年
- 陸奥圓明流外伝 修羅の刻（千葉さな子）

2005年
- トランスフォーマー ギャラクシーフォース（ローリ母、TVレポーター）
- NARUTO -ナルト-（ほすてすさん）
- ふしぎ星の☆ふたご姫（侍女）

2006年
- 獣王星（マオ）
- NANA（2006年 - 2007年、アキコの友達、旅行者）
- 格闘美神 武龍（花架拳使い）

2007年
- 人造昆虫カブトボーグ V×V（フランシーヌ・パンナッコッタ）
- 天保異聞 妖奇士（とら）

2008年
- ゴルゴ13（CA）

2009年
- 獣の奏者 エリン（ソヨン、ナレーション）
- 源氏物語千年紀 Genji（葵の上）
- WHITE ALBUM（女性スタッフ）

2010年
- クッキンアイドル アイ!マイ!まいん!（アンバー）
- それいけ!アンパンマン（レインボー王子〈4代目〉）

2011年
- デュエル・マスターズ シリーズ（2011年 - 2021年、ベンちゃん、女性店員） - 8シリーズ
- もしドラ（宮田靖代）

2012年
- 超訳百人一首 うた恋い。（高内侍）
- ポケットモンスター ベストウイッシュ シーズン2（シオン）

2017年
- マーベル フューチャー・アベンジャーズ（キャプテン・マーベル）

2023年
- AIの遺電子（松村の妻）

### 劇場アニメ
- 劇場版 鋼の錬金術師 シャンバラを征く者（2005年）
- HIGHLANDER ハイランダー 〜ディレクターズカット版〜（2008年、アナウンス）
- ルー=ガルー（2010年、不破静枝）

### OVA
- 戦闘妖精雪風（2002年、女性オペレーター）
- 大魔法峠（2006年、犬美）

### ゲーム
- メタルギアソリッド3（2004年、パラメディック、ザ・ボス〈モーションアクター〉）
- メタルギアソリッド4（2008年、メリル・シルバーバーグ〈モーションアクター〉、クライング・ウルフ〈声・モーションアクター〉）
- テイルズ オブ シンフォニア ラタトスクの騎士（2008年、モーションアクター）
- FRAGILE 〜さよなら月の廃墟〜（2009年、サイ〈モーションアクター〉）
- テイルズ オブ グレイセス（2009年、エメロード〈声・モーションアクター〉）
- ACE COMBATX2 ジョイントアサルト（2010年、羽沢京香）
- テイルズ オブ グレイセス エフ（2010年、エメロード、リトルクイーン〈モーションアクター〉、フォドラクイーン〈モーションアクター〉）
- テイルズ オブ エクシリア（2011年、ミラ・マクスウェル〈モーションアクター〉）
- テイルズ オブ エクシリア2（2012年、ミラ・マクスウェル〈モーションアクター〉）
- レゴシティ　アンダーカバー　(2013年、グリーソン市長)
- テイルズ オブ アライズ（2021年、キサラ〈モーションアクター〉）
- プラネタリウム（ナレーター）

### 吹き替え

#### 映画
- アーミー・オブ・ザ・デッド（ギータ〈フーマ・クレシー〉[9]）
- ヴィレッジ
- きみがくれた未来（テス・キャロル〈アマンダ・クルー〉）
- キング・コング
- コーラス
- ザ・インタープリター
- スズメバチ
- TIME/タイム（グレタ）
- ミスティック・リバー
- メイド・イン・マンハッタン ※ソフト版

#### テレビドラマ
- アグリー・ベティ4（ニコ・スレイター）
- コールドケース7 ザ・ファイナル
- CSI:科学捜査班（マンディ）

#### アニメ
- エリアス ちいさなレスキューせん（スベリーナ）
- ジャスティス・リーグ（モードレット）

### ドラマCD
- 舞台 七瀬恋（2006年）

### ラジオドラマ
- VOMIC 華麗なる食卓（結城麗奈）

### 舞台
- なぞらえ屋〜奇巡四谷怪談〜（〈有〉La・Moonプロデュース公演） 左門咲姫 役
- 君の翼
- HAUNTEDじゃんくしょん ジャス＝ディーン＝エルヴァーン 役
- ピンポンダッシュ
- 幻影の朧桜-名探偵吾妻京四郎の事件簿-（劇団鴉霞）
- 那須ノ物語〜殺生石異聞〜（2009年2月12日 - 15日、演劇ユニット金の蜥蜴） 満智 役
- La・Moon主催 四谷於岩稲荷田宮神社勧進奉納舞台 なぞらえ屋〜不思議底七歌〜（2011年4月1日 - 3日、吉祥寺 前進座劇場） 左門咲姫 役
- ら・むうん なぞらえ屋スピンオフ第二弾「残憧〜雪中紅螢〜」「残笑〜嗚呼青春の接吻道〜」（2011年11月25日 - 27日、戸野廣浩司記念劇場）
- ELEGY KING STORE VOL.6「羅城の蜘蛛」（2012年2月2日 - 5日、TACCS1179）

### シリーズ一覧
1. ↑  『デュエル・マスターズ ビクトリー』（2011年）、『デュエル・マスターズ ビクトリーV』（2012年 - 2013年）、『デュエル・マスターズ ビクトリーV3』（2013年 - 2014年）、『デュエル・マスターズ VS』（2014年 - 2015年）、『デュエル・マスターズ VSR』（2015年 - 2016年）、『デュエル・マスターズ VSRF』（2016年 - 2017年）、『デュエル・マスターズ』（2017年）、『デュエル・マスターズ キング!』（2021年）